# Zerstörer 1944
Zerstörer 1944 byla plánovaná třída torpédoborců německé Kriegsmarine z doby druhé světové války. Měly to být nejmodernější německé druhoválečné torpédoborce, poháněné diesely a nesoucí kanóny nové generace, naváděné při střelbě radary. Rozestavěno bylo celkem  pět jednotek této třídy. Dokončen nebyl ani jeden.

## Stavba
Pět torpédoborců této třídy, označených Z52 až Z56, rozestavěla roku 1943 loděnice Deschimag AG Weser v Brémách. Stavba však ve válečných podmínkách pokračovala jen pomalu, v roce 1944 byla přerušena a nakonec 6. července 1944 zcela zrušena. Torpédoborce byly sešrotovány.

## Konstrukce
Plánovanou výzbroj tvořilo šest dvouúčelových 128mm kanónů ve dvoudělových věžích, tři 55mm kanóny, čtrnáct 20mm kanónů, dva čtyřhlavňové 533mm torpédomety. Dále měly nést čtyři vrhače hlubinných pum a až 60 min. Palba všech kanónů měla být zaměřována pomocí radaru. Neseny byly typy FuMO 33, FuMO 63 a FuMO 231. Pohonný systém tvořil osm dieselů o výkonu 76 000 hp, pohánějících dva lodní šrouby. Nejvyšší rychlost měla být 37,5 uzlu a dosah 6800 námořních mil při rychlosti 19 uzlů.